# Лола Андерсон
Лола Андерсон (16 квітня 1998 , Річмонд-на-Темзі, Великий Лондон ) — британська веслувальниця, олімпійська чемпіонка 2024 року, чемпіонка світу та Європи.

## Виступи на Олімпіадах
| Олімпіада  | Дисципліна     | Місце |
| ---------- | -------------- | ----- |
| Париж 2024 | парні четвірки | 1     |

## Зовнішні посилання
- Лола Андерсон на сайті World Rowing (англійська)
- Лола Андерсон на сайті Olympics.com (англійська)
- Лола Андерсон на сайті British Olympic Association (англійська)